# Crocidura maurisca
Crocidura maurisca är en däggdjursart som beskrevs av Thomas 1904. Crocidura maurisca ingår i släktet Crocidura och familjen näbbmöss. IUCN kategoriserar arten globalt som livskraftig. Inga underarter finns listade i Catalogue of Life.
Denna näbbmus förekommer i västra delen av Östafrikanska gravsänkesystemet. Den hittades bland annat i Burundi, Kenya, Rwanda och Uganda. En liten avskild population finns i Gabon. Arten vistas vanligen i områden som ligger cirka 800 meter över havet. Ibland når den 2000 meter över havet.
Crocidura maurisca lever i fuktiga landskap med papyrusar. Den kan även uppsöka fuktiga skogar.